# 5629 (année hébraïque)
5629 (hébreu : ה'תרכ"ט , abbr. : תרכ"ט) est une année hébraïque qui a commencé à la veille au soir du 17 septembre 1868 et s'est finie le 5 septembre 1869. Cette année a compté 354 jours. Ce fut une année simple dans le cycle métonique, avec un seul mois de Adar. Ce fut la première année depuis la dernière année de chemitta.
L'an 5629 a marqué le début d'une nouvelle période de vingt-huit ans du cycle solaire hébraïque, célébrée par une bénédiction juive particulière, la Birkat Ha'Hamah (bénédiction du soleil) prononcée le mercredi 26 Nissan 5629 - 7 avril 1869.

## Calendrier
Ce calendrier hébraïque de l'année 5629 donne les correspondances avec les dates du calendrier grégorien.
Le premier nombre dans chaque case correspond au jour du mois hébraïque. Les jours en couleurs sont des jours remarquables juifs .
| ◄◄ | 5629 | ►► |

## Naissances
- Else Lasker-Schüler

## Décès
5624 - 5625 - 5626 - 5627 - 5628 - 5629 - 5630 - 5631 - 5632 - 5633 - 5634